# Egulbati
Egulbati es una localidad española de la Comunidad Foral de Navarra perteneciente al municipio del Valle de Egüés. Su población en 2014 fue de 0 habitantes (INE).

## Geografía
Caserío adquirido recientemente por el Ayuntamiento del Valle de Egüés para darle usos recreativos dado su excelente grado de conservación medioambiental. Este se debe a que el señorío de Egulbati ha sido una propiedad privada y quedó al margen de la explotación forestal intensa que padecieron las zonas vecinas. Hoy día se conserva en él un robledal maduro y también alberga ejemplares de hayas, fresnos y cerezos. La fauna encuentra en este bosque autóctono un hábitat privilegiado tanto para residir en él como para reproducirse. Este hecho hace pensar al Ayuntamiento que puede ser el lugar idóneo donde construir un centro de interpretación de la naturaleza. Así mismo, es probable que se aprovechen sus terrenos para la práctica del senderismo o actividades de ocio tales como la hípica.